# Джордж Крам
Джордж Спек (також відомий як Джордж Крам (англ. George Speck, George Crum); 15 липня 1824 — 22 липня 1914) — американський шеф-кухар. Відомий популяризатор картопляних чипсів, пізніше міфологізований як їх винахідник.
Народився в окрузі Саратога, Нью-Йорк. Був представник народу могавків. Працював мисливцем, провідником і кухарем у горах Адірондак. Став відомим своїми кулінарними здібностями, коли працював у ресторані «Moon's Lake House» поблизу міста Саратога-Спрінгс. Серед його фірмових страв було дике м’ясо, особливо оленина та качка. Пізніше Спек заклав власний ресторан «Crum's» у місті Мальта.
Джордж Спек відомий тим, що подавав у своїх ресторанах тонко нарізану смажену картоплю, що згодом стали називати «чипсами Саратога». Перші опубліковані рецепти картопляних чипсів датують початком 19 століття, за десять років до початку кар'єри Спека. Втім, після смерті його почали називати «винахідником» картопляних чипсів у газетах і місцевих переказах. Цей міф побутував у рекламних кампаніях 1970-х років. Згідно з іншими версіями, він винайшов картопляні чипси випадково або щоб догодити вибагливому клієнту (вважають, що це міг бути Корнеліус Вандербільт); існують твердження, що справжнім винахідником страви була сестра Спека Кетрін Вікс.

## Життєпис

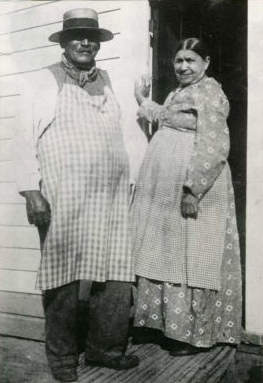
Джордж Спек у ресторані «Moon's Lake House»

Джордж Спек народився 15 липня 1824 року в окрузі Саратога на півночі штату Нью-Йорк. Достеменних даних щодо його походження немає. Джорджа та його сестру Кетрін Вікс вважають представниками американського племені могавків.
Джордж Спек працював у дорогому ресторані «Moon's Lake House», що часто відвідував магнат Корнеліус Вандербільт. Гість ніяк не міг запам'ятати справжнє ім'я Спека (англ. George Speck, що буквально означає невелика пляма, крихта, частинка). Одного разу він спитав, коли подаватимуть їжу, звернувшись як «crum», що англійською означає крихта, нікчемність. Замість того, щоб образитись, Спек вирішив взяти це прізвисько, вважаючи, що «крихта більша за порошинку» (англ. «A crumb is bigger than a speck»).
До 1860 року Спек відкрив власний ресторан «Crum's» у місті Мальта. Його заклад мав популярність серед туристів та місцевої еліти. На кожному столику було невелике блюдо з чипсами. Власник запровадив суворі правила обслуговування: на свою чергу однаково мусили чекати як заможні, так і прості люди.

## Картопляні чипси
Після смерті кухаря виникла місцева легенда, що приписувала йому винахід картопляних чипсів. Втім, на ресурсі для перевірки фактів «Snopes» зазначено, що Спек «ніколи не стверджував, що він винайшов картопляні чипси, не кажучи вже про те, що сам створив цей міф — ці твердження з’явилися лише через багато років після його смерті».
У грудні 1891 року New York Tribune опублікувала статтю «Crum's: The Famous Eating House on Saratoga Lake», де не було згадки про картопляні чипси. В іншому некролозі зазначено, що «Крам був справжнім винахідником чипсів Саратога». Втім, у некролозі його сестри Кетрін авторитетно зазначено, що вона «першою винайшла і засмажила знамениті чипси Саратога».
Кетрін Вікс згадувала винахід чипсів як випадковість: вона «відколола шматочок картоплі, що випадково впав у каструлю з жиром. Вона виловила його виделкою і поклала на тарілку». Її брат скуштував, сказав, що це смачно, і сказав: «Цього в нас буде багато» (англ. «We`ll have plenty of these». 1932 року в інтерв’ю газеті Saratogian її онук Джон Гілберт Фрімен заявив, що Вікс є справжнім винахідником картопляних чипсів.
У будь-якому випадку, Крам відіграв важливу роль у  популяризації картопляних чипсів. Пізніше власник ресторану «Moon's Lake House» почав масове виробництво цього продукту, що набув шаленої популярності.
У 1973 році рекламна кампанія «St. Regis Paper Company», що виробляла упаковку для чипсів, містила рекламу Крама та його історію, опубліковану в журналах Fortune і Time. Наприкінці 1970-х років набула популярності версія з Вандербільтом, джерелом якої було рекламне агентство Асоціації картопляних чипсів/закусок.

Сучасний сайт Snopes пише, що «вибагливий гість» Крама, якщо він існував, був маловідомим. Вандербільт справді був постійним клієнтом як у ресторані «Crum's» так і в «Moon's Lake House», але немає жодних доказів того, що саме він замовляв чи рекламував картопляні чипси.
1. ↑  Hugh Bradley, Such Was Saratoga, New York: 1940
2. ↑  George Crum (1824-1914) •. 6 червня 2020.
3. ↑  Gruse, Doug (25 листопада 2009). Chipping Away at History. Post-Star. Glens Falls, New York. Speck and Wicks both identified as members of the St. Regis Mohawk tribe. Their children also considered themselves to be American Indians.
4. ↑  Elizabeth Barrett Britten [Jean McGregor]. Chronicles of Saratoga, Saratoga Springs, NY: Bradshaw 1947:176
5. ↑  New York Tribune December 27, 1891
6. ↑  D'Ambrosio, Brian. From Football to Fig Newtons: 76 American Inventors and The Inventions You Know By Heart. Lulu.com. с. 61. ISBN 9781105737725. William Kitchiner's The Cook's Oracle includes a recipe for what can only be described as a potato chip. Whether one called it a potato chip or not, it would seem that a thinly sliced potato cooked in hot oil and served sprinkled with salt existed before George Speck or his sister Katie Speck Wicks "invented" the potato chip.
7. ↑  Berry, Steve; Norman, Phil (14 липня 2014). Crisps buoyed Britain in its darkest hour. The Telegraph.
8. ↑  Hugh Bradley. Such Was Saratoga 1940:121-122
9. ↑  Potato Chip Origin. Snopes. Процитовано 1 березня 2022.
10. 1 2 3  William S. Fox and Mae G. Banner, Topics and Comments: "Social and Economic Contexts of Folklore Variants: The Case of Potato Chip Legends", Western Folklore (Western States Folklore Society), Vol. 42, No. 2 (Apr. 1983), pp. 114–126, accessed June 20, 2013
11. ↑  Famous Hunter Guide and Cook Dies at 96 Years. unknown (clipping only).
12. ↑  The Saratogian Saratoga Springs, New York, October 8, 1924
13. ↑  Elizabeth Barrett Britten [Jean McGregor]. Chronicles of Saratoga, Saratoga Springs, NY: Bradshaw 1947:44-45
14. ↑  "Another Claims Potato Chip Idea" Glens Falls Post Star August 4, 1932
15. ↑  Ferber, Edna (1947). Saratoga Trunk (англ.). Garden City, New York: DoubleDay. с. 233—234.
16. ↑  Burhans, Dirk (2008). Crunch! A History of the Great American Potato Chip, Madison, WI: Terrace Books (Univ. of Wisconsin Press), pp. 15–21.
17. ↑  Potato Chip. snopes.com. Процитовано 2 лютого 2015.